# Глушко, Юрий Косьмич
Ю́рий Косьми́ч Глушко́ (укр. Юрій Косьмич Глушко, псевдоним — Мо́ва (рус. Язык, речь), 4 (16) апреля 1882, Новая Басань, Козелецкий уезд, Черниговская губерния, Российская империя — 28 октября 1942, Киев, Рейхскомиссариат Украина) — украинский общественный и политический деятель, один из организаторов украинского движения на Дальнем Востоке. Второй председатель Украинской Дальневосточной Краевой Рады и четвёртый Украинского Дальневосточного Секретариата Зелёного Клина.

## Биография
В 1899 г. окончил Киевское техническое железнодорожное училище. В 1901—1903 гг. работал машинистом на судах Добровольного флота, обеспечивавшего морские перевозки между Одессой и Владивостоком. В 1904—1907 гг. работал на КВЖД. С 1907 г. работал инженером на строительстве Владивостокской крепости.
С 1910 г. принимает активное участие в работе украинских общественных организациях «Громада» во Владивостоке и «Просвита» в Никольске (Уссурийске). В качестве актёра и режиссёра участвует в театральной жизни Владивостока, выступает организатором и активным участником шевченковских праздников. В период Первой мировой войны в Русской армии на русско-турецком фронте в качестве техника.

В начале 1918 г. возвращается в Зелёный Клин. В марте 1918 г. Юрия Глушко избирают председателем Владивостокской «Просвиты». В апреле 1918 г. он председательствует на III Украинском дальневосточном съезде, в ходе которого было решено для координации деятельности местных украинских организаций создать десять окружных советов (рад), представители которых участвовали бы в заседаниях Дальневосточной Краевой Рады. Исполнительным органом Краевой Рады становился его секретариат. Юрию Глушко было доверено возглавить Владивостокскую окружную раду. А на IV Украинском дальневосточном съезде (октябрь 1918 г.) его избрали председателем Украинского краевого секретариата Зелёного Клина. Вот как вспоминал Юрий Глушко-Мова о своей работе на этой должности:
«До света встаешь, надеваешь дворницкий фартук, берешь метлу и идешь подметать улицу и убирать дом и вокруг. Приходит восемь часов — уже в полном блеске заседаешь в правительственном кабинете, на высоком посту премьера! Приходит время визитов в различные посольства — надеваешь фрак, цилиндр, перчатки, садишься в экипаж и едешь в японское посольство. Вот так приходилось одновременно быть и дворником, и премьером, и послом!»
На должности руководителя Украинского секретариата Юрий Глушко находился до самого своего ареста большевиками 5 ноября 1922 г. Однако ещё ранее его арестовывала колчаковская контрразведка во Владивостоке. В июне 1919 г. за стремление создать украинское государство и украинские вооруженные силы на Дальнем Востоке он был арестован. Однако был обвинён в «пробольшевистской деятельности» и приговорен к смертной казни, позже замененной высылкой на Камчатку. Осенью 1919 г. в связи со смертью сына он был отпущен на похороны и перешёл на нелегальное положение до самого падения в Зелёном Клину колчаковского режима в январе 1920 г.
После ареста 5 ноября 1922 г. Юрий Глушко-Мова вместе с другими политическими и общественными деятелями Зелёного Клина был отправлен в столицу Дальневосточной республики, Читу. 5 — 13 января 1924 года в Чите под председательством Евгения Матвеева прошел суд над Глушко, Петром Горовым и другими активистами. Их обвинили в переговорах с атаманом Семеновым и его союзниками в октябре 1920 года и в иных антисоветских действиях. Юрий Глушко-Мова был приговорен к 3 годам заключения. После отбытия наказания работал техником в Забайкалье и Таджикистане.
В 1930 г. нелегально переехал в Киев, где работал инженером в различных строительных организациях. Осенью 1941 г. принимал участие в работе украинского правительства в Киеве, после ареста которого остался без средств к существованию в оккупированном немцами Киеве. Осенью 1942 г. умер от голода. Похоронен на Лукьяновском кладбище в Киеве.